# 约瑟夫-伊尼亚斯·吉约丹
约瑟夫-伊尼亚斯·吉约丹（法語：Joseph-Ignace Guillotin，法語發音：[ʒozɛf iɲas ɡijɔtɛ̃]；1738年5月28日—1814年3月26日）是一名法国医生，也是共济会会员。

## 生平
1738年出生于法国西南部城市桑特，他是废除残酷死刑的主要倡导者之一，推动通过了一项要求所有死刑应由一个简单而高效的装置来执行的法律，使得斩首不再显示贵族的特权，尽量减少死刑不必要的折磨和痛苦。
因为在那个时代，被判处死刑的贵族用军刀斩首，平民用斧头砍头，弑君者及杀人犯被分尸，异端分子被烧死，盗贼被处以车轮刑或绞刑，制造假币者被放入大锅内活活煮死。
经他改进的断头台，在用绵羊及死尸进行了几个令人满意的试验后，于1792年4月25日在巴黎市政厅广场处死了一名盗贼。
最初，断头台在西方语言中以其发明人安托万·路易的名字命名为Louisette或Louison，后来改为以吉约丹的姓氏称断头台为吉约蒂纳（Guillotine）。但是他本人坚决反对用其姓氏作为断头台的名称。
1789年入选国民制宪议会。吉約丹醫生本人在1814年因肩膀生疽而過世。在雅各宾专政的恐怖时期，有个里昂的同姓氏医生被送上了断头台，所以产生了“发明断头台者被其发明的工具而断头”的误传。
為避免和斷頭台扯上關係，吉约丹的後人更改了自己的姓氏。